# Crâng, Buzău
Crâng este un sat ce aparține orașului Pătârlagele din județul Buzău, Muntenia, România. Se află în zona de munte, pe valea Buzăului.